# Rothenbühlgraben
Der Rothenbühlgraben ist ein etwa 1,4 Kilometer langer, rechter Zufluss des Mainkanals zwischen Volkach und Gerlachshausen im unterfränkischen Landkreis Kitzingen. Der Bach ist eines der wenigen Fließgewässer, die auf der sogenannten Weininsel entspringen.

## Name
Der Name des Gewässers leitet sich von einem gleichlautenden Flurstück nahe der Hallburg ab. Das Gewässer dürfte seinen Namen daneben von der roten Färbung seines Wassers erhalten haben. Neuere Forschungen gehen davon aus, dass die Mainschleife in frühmittelalterlicher Zeit ein Zentrum von Tagebauen zur Eisenerzgewinnung war, die von slawischen Wenden betrieben wurden. Die rote Farbe dürfte dabei ein Hinweis auf die Bodenschätze Schwefel-/Eisenkies, Pyrit und Siderit sein, die alle sehr eisenhaltig sind. Der Wortteil Bühl verweist auf den niedrigen Hügel, auf dem der Bach entspringt.

## Geographie

### Verlauf
Der Rothenbühlgraben entspringt im äußersten Südwesten der Gemarkung Volkach südlich des Gutshofes des Schlosses Hallburg auf einer Höhe von etwa 246 m ü. NHN einem unbenannten Quelltopf. Er ist eines der wenigen Fließgewässer, das auf der sogenannten Weininsel verläuft. Der Bach fließt in Richtung Ostsüdosten auf den Mainkanal zu und speist auf seinem Weg einen weiteren unbenannten See. Ungefähr nach 700 Metern wurde der Bach kanalisiert. Er durchquert kurz vor seiner Mündung einen Zipfel der Gemeindegemarkung von Sommerach, ehe er zuletzt wieder auf der Gemarkung Volkachs den Kanal erreicht. Der Rothenbühlgraben mündet ca. 1,2 Kilometer südöstlich des Gutshofes der Hallburg auf einer Höhe von ungefähr 194 m ü. NHN in den Mainkanal.
Sein etwa 1,4 km langer Lauf endet ungefähr 52 Höhenmeter unterhalb seiner Quelle, er hat somit ein mittleres Sohlgefälle von etwa 37 ‰.

### Einzugsgebiet
Das Einzugsgebiet des Rothenbühlgrabens umfasst Teile der zum Mittleren Maintal gehörigen Volkacher Mainschleife. Es wird durch ihn über die Schwarzach, den Main und den Rhein zur Nordsee entwässert. Der Bach fließt zu großen Teilen durch ackerbaulich genutztes Gebiet.
Es grenzt
- im Norden, Westen und Süden an das Einzugsgebiet des Mains und
- im Osten an das des Mainkanals.

## Schutzgebiete
Der Rothenbühlgraben wurde auf seiner gesamten Länge von den unteren Naturschutzbehörden geschützt. Er verläuft durch das Landschaftsschutzgebiet Volkacher Mainschleife mit seinen charakteristischen Berghängen, auf denen bereits jahrhundertelang Weinbau betrieben wird. Der Quellsee des Bachs ist außerdem als Biotop unter Schutz gestellt. Hier sind Röhrichtbestände und Laubgehölze zu finden. Der Unterlauf des Rothenbühlgrabens liegt daneben im Vogelschutzgebiet Maintal zwischen Schweinfurt und Dettelbach sowie im Fauna-Flora-Habitat Mainaue zwischen Grafenrheinfeld und Kitzingen.